# 7088 Ishtar
A 7088 Ishtar (ideiglenes jelöléssel 1992 AA) egy földközeli kisbolygó. Carolyn Shoemaker és Eugene Merle Shoemaker fedezte fel 1992. január 1-én.